# Камышовка (приток Гороховки)
Камышовка — река в России, протекает по Выборгскому району Ленинградской области. До 1940 года находилась на территории Финляндии, до 1948 года сохраняла финское название Сумманйоки (фин. Summanjoki).
Вытекает из северной оконечности озера Красавица между посёлками Камышовка и Каменка. Впадает в Гороховку. Длина реки составляет 15 км, площадь водосборного бассейна 320 км².

## Данные водного реестра
По данным государственного водного реестра России относится к Балтийскому бассейновому округу, водохозяйственный участок реки — Реки и озера бассейна Финского залива от границы РФ с Финляндией до северной границы бассейна р. Нева, речной подбассейн реки — Нева и реки бассейна Ладожского озера (без подбассейна Свирь и Волхов, российская часть бассейнов). Относится к речному бассейну реки Нева (включая бассейны рек Онежского и Ладожского озера).
Код объекта в государственном водном реестре — 01040300512102000008270.